# Montrose (Mississippi)
Montrose è una città (town) degli Stati Uniti d'America, situata nella contea di Jasper, nello Stato del Mississippi.